# 봉성역
봉성역(Bongseong station, 鳳城驛)은 경상북도 봉화군 봉성면 봉성리에 위치한 영동선의 철도역이다.
2008년 12월 1일 시간표 개정으로인해 모든 여객열차가 통과한다.

## 연혁
- 1955년 2월 1일 : 보통역으로 영업 개시[1]
- 1960년 6월 30일 : 역사 신축 준공
- 1990년 9월 1일 : 소화물 취급 중지[2]
- 1993년 1월 15일 : 승차권 차내취급역으로 지정
- 1997년 3월 6일 : 거촌역 원격제어 개시
- 1997년 6월 1일 : 거촌역을 관리역으로 지정
- 2004년 9월 1일 : 화물 취급 중지[3]
- 2008년 12월 1일 : 여객 취급 중지
- 2013년 9월 5일 : 역무원 철수 및 무인화, 무배치간이역으로 격하